# Ninite
Ninite (có tên mã là Volery trong giai đoạn beta cá nhân) là một hệ thống quản lý gói cung cấp cho phép người dùng tự động cài đặt các ứng dụng phổ biến cho hệ điều hành Windows của họ. Nó cho phép người dùng lựa chọn từ danh sách các ứng dụng và bó lựa chọn vào một gói cài đặt đơn. Ninite miễn phí sử dụng cá nhân. Một phiên bản trả tiền, Ninite Pro, có sẵn để sử dụng chuyên nghiệp. Ngoài ra, phiên bản Ninite Updater rẻ hơn phiên bản Ninite Pro có sẵn cho người dùng muốn có khả năng cập nhật một lần mà không cần các tính năng khác do Ninite Pro cung cấp.

## Tính năng
Ninite hoạt động trên Windows XP trở lên. Nó trình bày người dùng một danh sách các chương trình và tạo ra một trình cài đặt tùy chỉnh thực thi dựa trên lựa chọn của người dùng. Khi chạy, trình cài đặt tải và cài đặt các chương trình đã chọn. Trình cài đặt của Ninite luôn tải phiên bản mới nhất của chương trình. Điều này được thực hiện bằng cách tải xuống một danh sách cập nhật thường xuyên các ứng dụng và các URL tải về từ các máy chủ Ninite mỗi khi chạy chương trình. Lợi ích của việc sử dụng Ninite chứ không phải trình cài đặt của các ứng dụng cá nhân bao gồm: cài đặt miễn phí trên thanh công cụ/adware, khả năng cập nhật nhiều ứng dụng cùng một lúc, tự động lựa chọn kiến trúc (64-bit so với 32-bit), lựa chọn ngôn ngữ dựa trên ngôn ngữ của hệ điều hành, và báo cáo lỗi, nếu một trong những cài đặt không thành công.